# Trichoglossus euteles
El lori humilde (Trichoglossus euteles) es una especie de ave psitaciforme de la familia Psittaculidae. Puede encontrarse en los bosques de Timor y de otras pequeñas islas cercanas (archipiélago de Solor, archipiélago de Alor, islas Barat Daya, islas Leti, islas Sermata e islas Babar), tanto en los de gran densidad como en los de poca, además de las áreas cultivadas de esas islas.

## Descripción

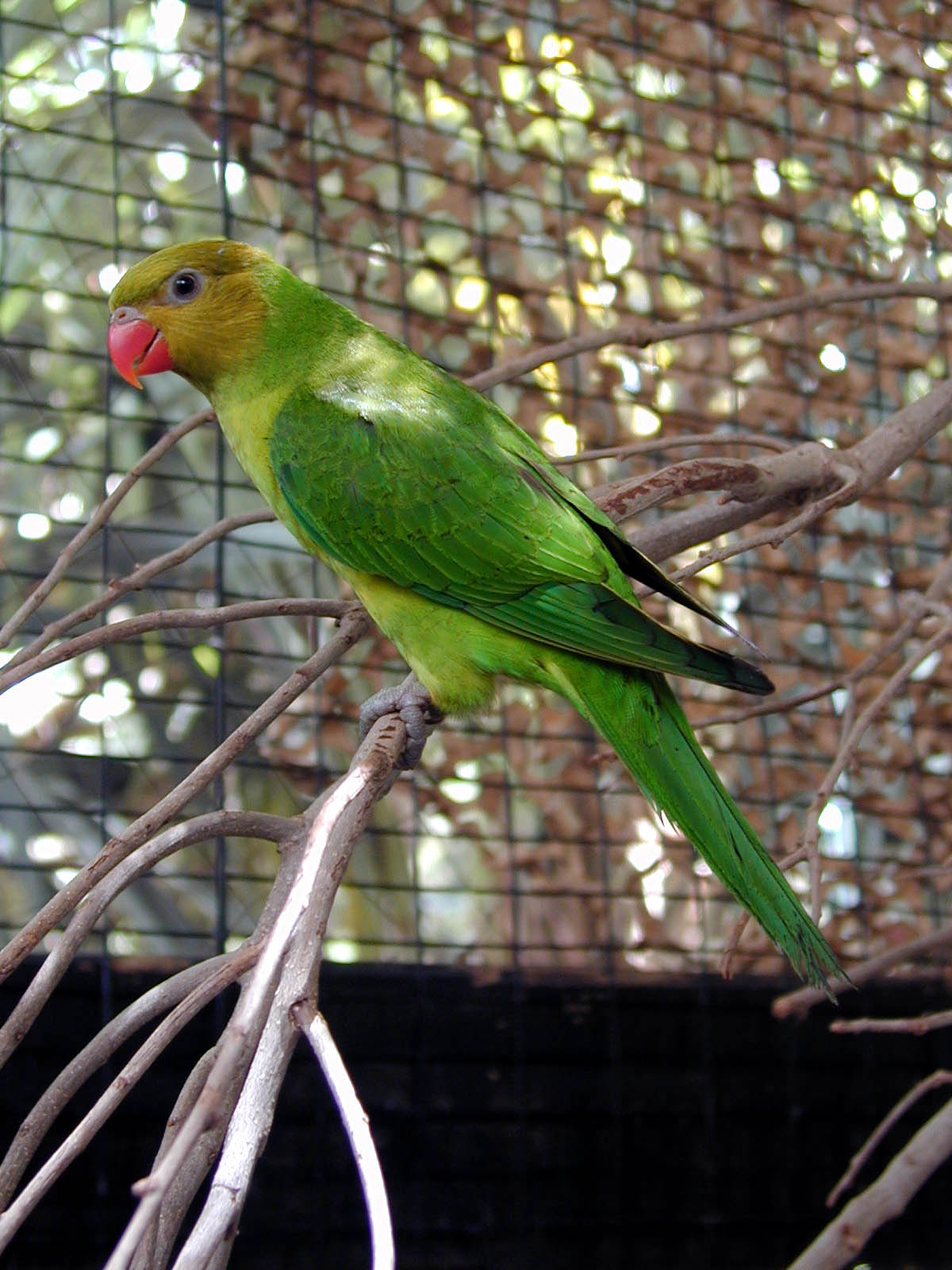
Ejemplar cautivo.

El lori humilde es un loro principalmente verde, de 24 cm de largo, que pesa hasta 200 g. Sus partes superiores son de color verde, y las inferiores de tono verde amarillento. El color de su cabeza puede oscilar desde el amarillo claro, pasando por el mostaza, hasta el amarillo parduzco, incluso con tonos oliváceos, y está enmarcada con una franja verde esmeralda a modo de collar. Su pico es rojo anaranjado, sus ojos rojos y sus patas grises. Los machos y las hembras tienen una apariencia física idéntica. Los juveniles tienen la cabeza de un tono levemente más verde, el pico de color marrón y los ojos pardos.

## Alimentación
Esta ave se alimenta mayormente de polen y de néctar que encuentra en las flores de los bosques donde anida. También comen semillas, miel y frutos tales como manzanas, granadas, papayas, uvas y piñas; cuando están en cautiverio, pueden alimentarse de cereales, avena o galletas remojadas en leche.

## Galería

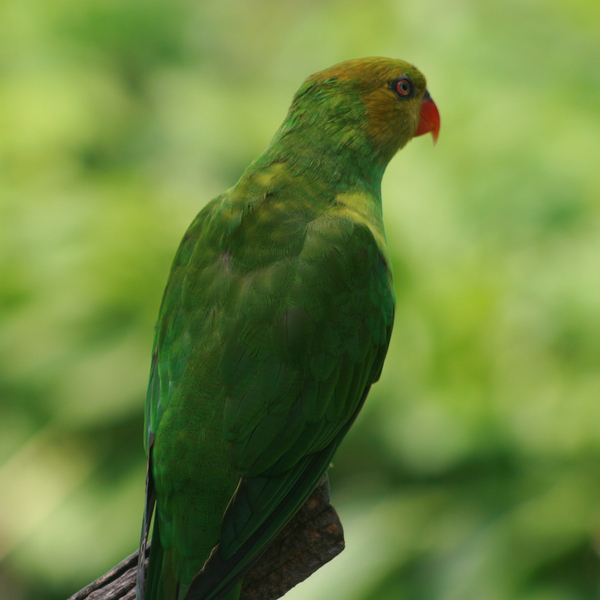
Espalda
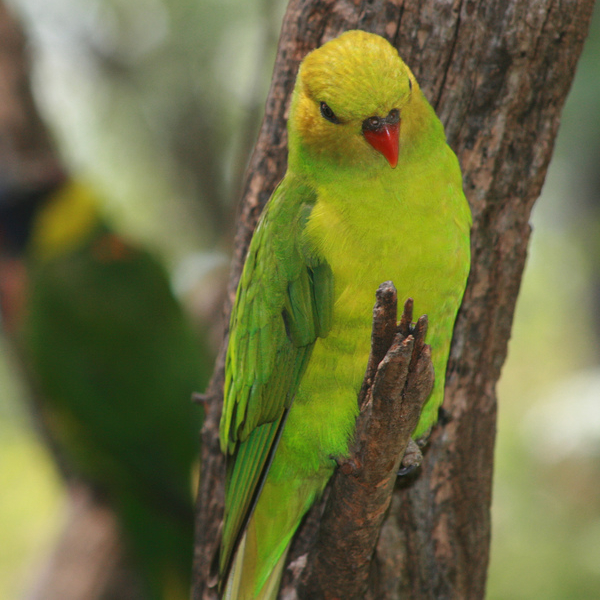
Frente